# Gomphidia platyceps
Gomphidia platyceps – gatunek ważki z rodziny gadziogłówkowatych (Gomphidae).